# Instrumentació (enginyeria)

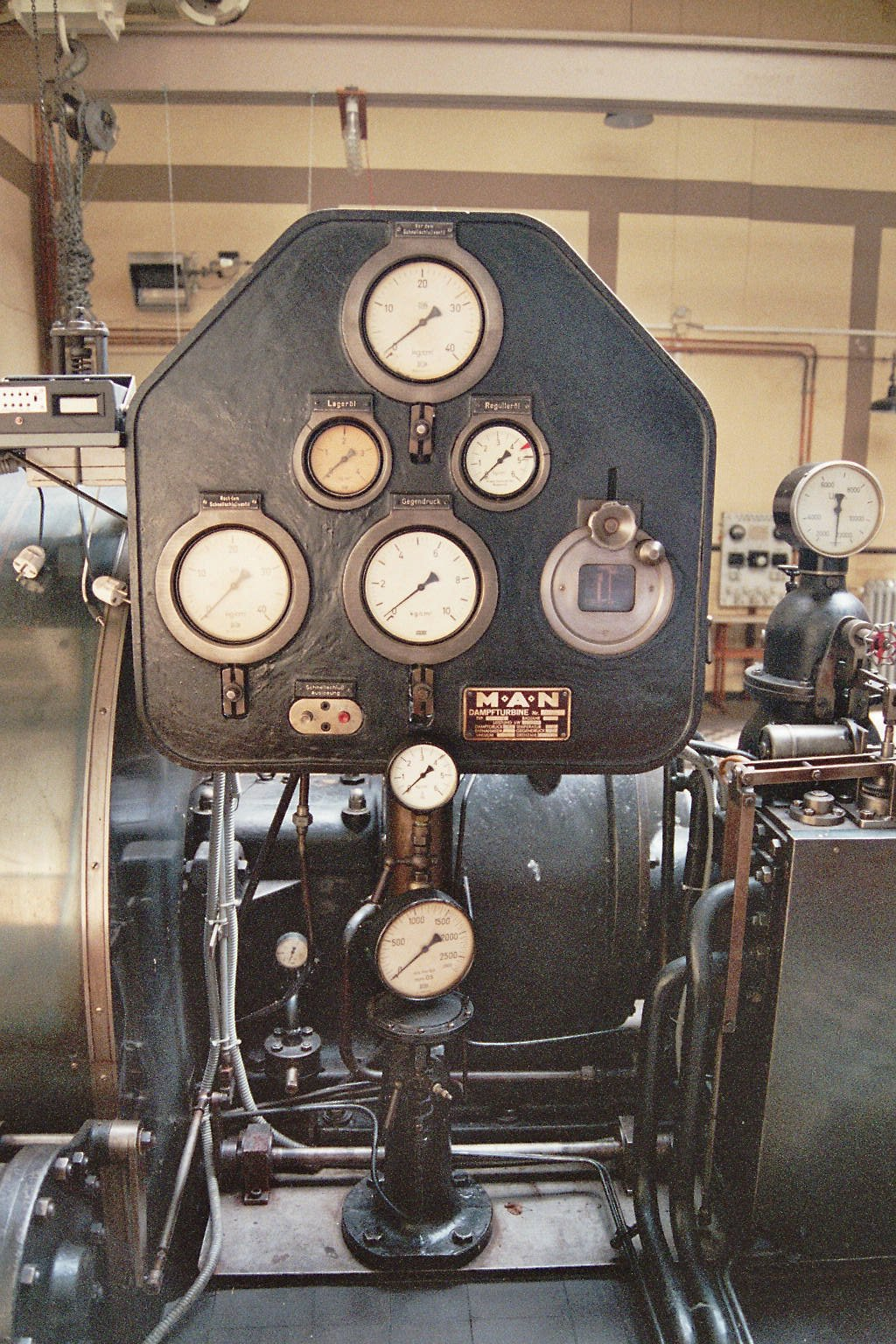
Un lloc de control d'una turbina de vapor

La instrumentació és la branca de l'enginyeria que s'ocupa de la mesura i el control. Un instrument és un dispositiu que mesura o manipula variables com flux, temperatura, nivell, o pressió. Els instruments inclouen moltes formes d'actuar sobre els sistemes mecànics que poden ser tan simples com a vàlvules i transmissors, i tan complexes com als analitzadors. Els instruments sovint inclouen els sistemes de control de diversos processos. El control de processos és una de les principals branques de la instrumentació aplicada.
La instrumentació de control inclou dispositius tals com a solenoides, vàlvules, disjuntors i relés. Aquests dispositius són capaços de canviar un paràmetre sobre el terreny, i proporcionar control remot o la capacitat de control automatitzat.
Els transmissors són dispositius que produeixen un senyal analògic, generalment en forma de corrent elèctric de 4-20 mA, encara que hi ha moltes altres opcions utilitzant voltatge, freqüència, o pressió. Aquest senyal pot ser utilitzat per altres instruments de control directe, o pot ser enviat a un controlador lògic programable, DCS, sistema SCADA, o un altre tipus de controlador computacional, on es pot interpretar com a valors de lectura i s'utilitza per al control d'altres dispositius i processos del sistema.
La instrumentació té un paper important en la recopilació d'informació tant des del camp com en el canvi de paràmetres del camp i, com a tals, són una part clau del control de les màquines.

## Mesura

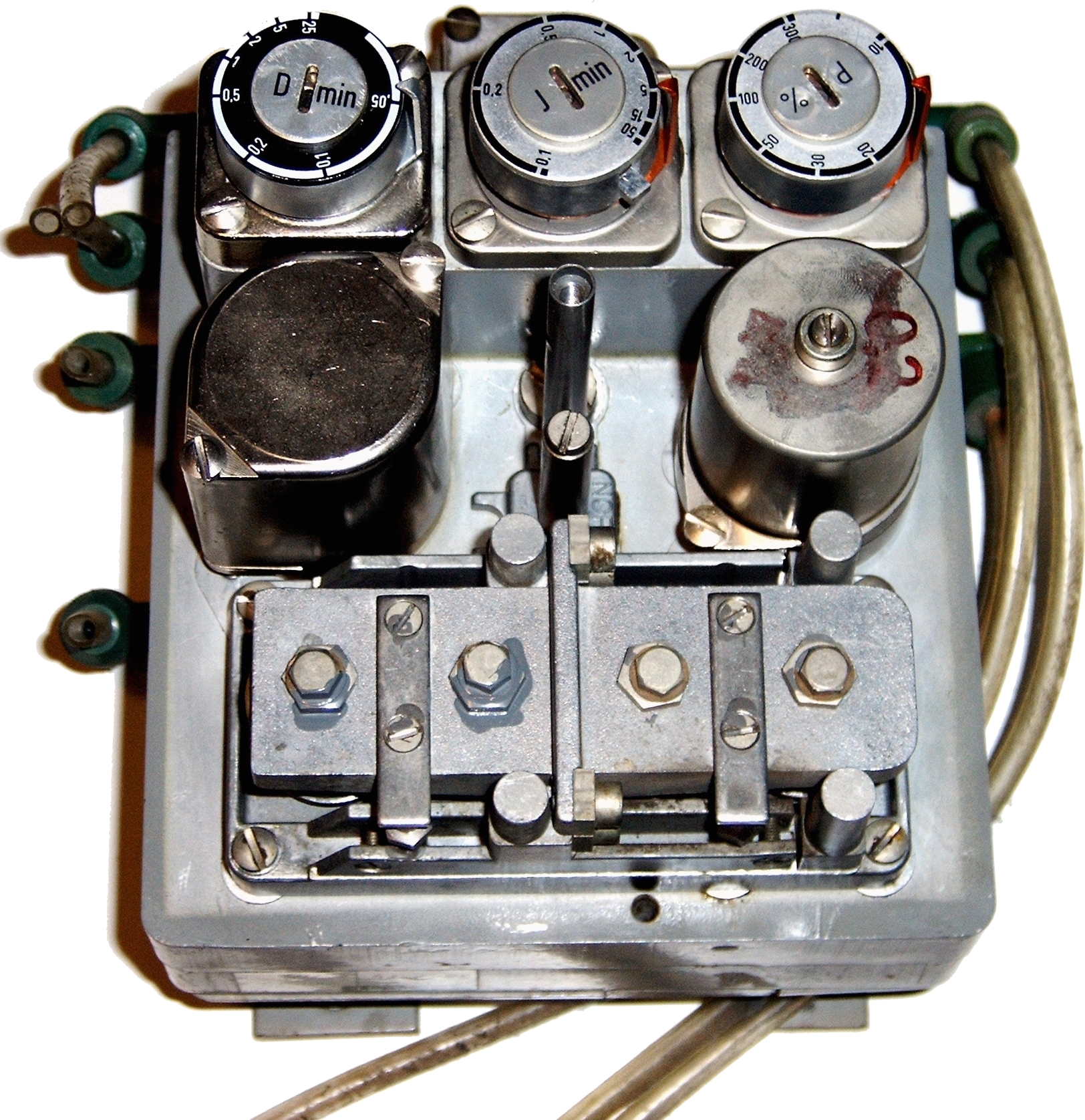
Controlador PID de pneumàtics.

La instrumentació pot ser usada per mesurar determinats paràmetres de camp (valor físics). Aquests valors inclouen:
- Pressió, ja sigui estàtica o diferencial
- Cabal hidràulic
- Temperatura – Mesura de la temperatura
- Nivell - Mesura del nivell
- Densitat
- Viscositat
- Radiació
- Corrent elèctric
- Diferència de potencial
- Inductància
- Capacitància
- Freqüència
- Resistivitat
- Conductivitat elèctrica
- Composició química
- Propietats químiques
- Diverses propietats físiques

## Control

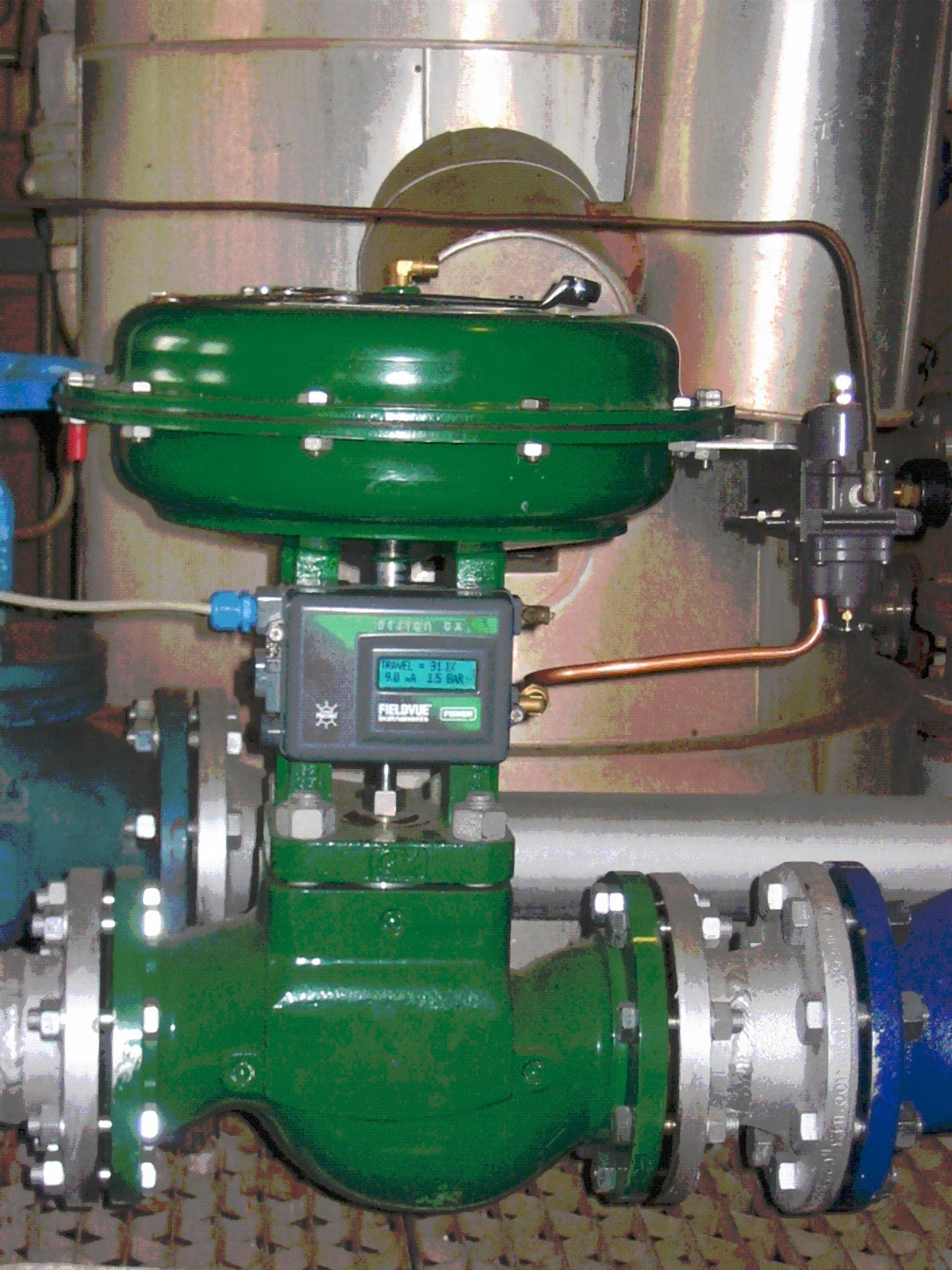
Vàlvula de control.

A més de mesurar els paràmetres de camp, la instrumentació és també responsable de proporcionar la possibilitat de modificar alguns paràmetres de camp. Alguns exemples poden ser:
| Dispositiu  | Paràmetres de camp          |
| ----------- | --------------------------- |
| Vàlvula     | Cabal hidràulic, pressió    |
| Relé        | Voltatge, Corrent           |
| Solenoide   | Localització física, Nivell |
| Interruptor | Voltatge, Corrent           |

## Enginyeria d'instrumentació
L'enginyeria d'instrumentació és l'enginyeria especialitzada i centrada en els principis (relació de causa a efecte) i el funcionament dels instruments de mesura que s'utilitzen en el disseny i configuració de sistemes automatitzats en electricitat, pneumàtica et coetera. Els enginyers d'instrumentació treballen sovint per indústries amb processos automatitzats, com la química o les plantes de fabricació, amb l'objectiu de millorar el sistema de productivitat, fiabilitat, seguretat, optimització i l'estabilitat. Per controlar els paràmetres d'un procés o en un sistema de microprocessadors, microcontroladors, PLC, et coetera s'utilitzen, però el seu objectiu final és controlar els paràmetres d'un sistema.

## Tècnics i mecànics de la instrumentació
Els tecnòlegs de la instrumentació, són tècnics i mecànics especialitzats en la solució de problemes i reparació i manteniment d'instruments i sistemes d'instrumentació. Aquesta indústria està tan entrellaçada amb electricistes, experts en conduccions hidràuliques, electrotècnia i empreses d'enginyeria, que es poden trobar a ells mateixos en molt diverses situacions de treball. A vegades s'usa en excés el terme, "muntador d'instruments" per descriure persones en aquest àmbit, independentment de qualsevol especialització.